# Peter Van Brugh Livingston

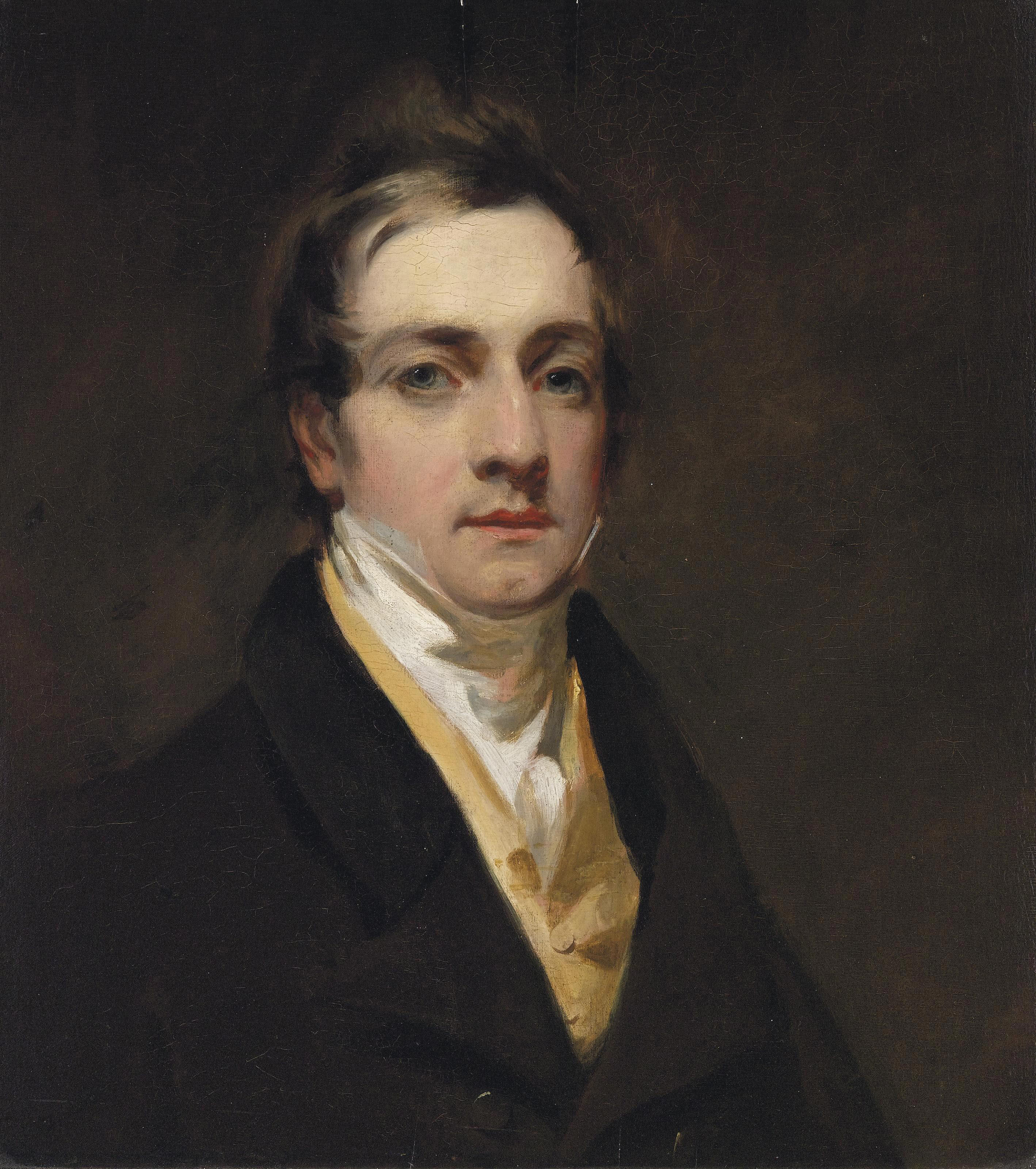
Peter Van Brugh Livingston

Peter Van Brugh Livingston (* 3. November 1710 in Albany, Provinz New York; † 28. Dezember 1792 in Elizabethtown, New Jersey) war ein US-amerikanischer Politiker. Er war von 1776 bis 1778 Treasurer von New York.

## Werdegang
Peter Van Brugh Livingston, zweiter Sohn von Catharine Van Brugh (1689–1756) und Philip Livingston (1686–1749), dem zweiten Lord von Livingston Manor, wurde während der Regierungszeit von Königin Anne im kolonialen New York geboren und wuchs dort auf. Er wurde nach seinem Großvater Pieter Van Brugh, dem Bürgermeister von Albany, benannt. 1731 machte er seinen Abschluss am Yale College. Danach ließ er sich in New York City nieder. Livingston war dort mit William Alexander, Lord Stirling, im Reedereigeschäft tätig. Am 3. November 1739 heiratete er dessen Schwester Mary Alexander. Livingston wurde 1748 einer der ursprünglichen Trustees des College of New Jersey (heute Princeton University) – ein Posten, den er bis 1761 innehatte. Während dieser Zeit stattete er die Expedition von Gouverneur William Shirley nach Akadien mit Nachschub aus. Am 9. April 1771 heiratete er in Elizabethtown (New Jersey) seine zweite Ehefrau, Mrs. Ricketts, die Witwe von William Ricketts.
Während des Unabhängigkeitskrieges saß er 1775 im Committee of One Hundred. Livingston nahm als Delegierter an den New York Provincial Congresses teil, wo er 1775 sowie zwischen 1776 und 1777 Präsident war. Er hatte von September 1776 bis März 1777 den Vorsitz im Committee of Safety. Der Provincial Congress ernannte ihn 1776 zum Treasurer von New York. Er bekleidete den Posten bis 1778, nach der Errichtung der Regierung von New York. Dann saß er von 1784 bis 1785 in der New York State Assembly.
Sein Haus in New York City war eine große Mansion an der Ostseite von dem, was heute der Hanover Square ist, mit einem Grundstück, welches sich zum East River erstreckte. Später zog er nach Elizabethtown, wo er in der Liberty Hall verstarb.